# Megachile uamiella
Megachile uamiella är en biart som beskrevs av Pasteels 1965. Megachile uamiella ingår i släktet tapetserarbin, och familjen buksamlarbin. Inga underarter finns listade i Catalogue of Life.